# Cristian Borruto
Cristian Borruto (Dock Sud, Buenos Aires, 7 de mayo de 1987) es un jugador de fútbol sala argentino. Fue ganador de la Copa Mundial de 2016 con Argentina.

## Trayectoria
Practicó fútbol callejero desde niño hasta que en 2007, mientras disputaba un campeonato clandestino, fue invitado a realizar una prueba en el equipo de futsal de Independiente. Tras incorporarse al plantel y jugar una temporada en el Campeonato de Futsal AFA, partió hacia Italia, donde desarrolló casi toda su carrera como profesional.
Fue parte del Montesilvano que ganó el título de la temporada 2009-10 de la Serie A y la UEFA Futsal Cup de 2011.
En diciembre de 2012 se unió al Inter Movistar de la Liga Nacional de Fútbol Sala de España como sustituto del lesionado Betão. Sin embargo unos meses después retornó a Italia para incorporarse al Acqua e Sapone.
Entre 2018 y 2022 jugó para el Italservice Pesaro, donde se consagraría tres veces campeón nacional (2018-19, 2020-21 y 2021-22) y levantaría dos veces la Copa Italia (2021 y 2022). 
Volvió a la Argentina en el último semestre de 2022 para jugar con Boca Futsal en el campeonato local y en la Copa Libertadores.

## Selección nacional
Participó de cinco ediciones de la Copa Mundial de Futsal: 2008, 2012, 2016, 2021 y 2024, siendo campeón en la tercera y subcampeón en las últimas dos. 
También disputó cuatro ediciones de la Copa América de Futsal: 2011, 2017, 2022 y 2024, consagrándose campeón de la de 2022 y subcampeón de las otras tres.
Borruto participó de la conquista de la Copa Confederaciones en 2014.

## Palmarés

### Clubes

#### Competiciones nacionales
Italia
Serie A
Montesilvano: 2009-10
Italservice: 2018-19, 2020-21, 2021-22
Copa Italia
Acqua e Sapone: 2013-14
Pescara: 2015-16
Italservice: 2020-21, 2021-22
Napoli: 2023-24
Supercopa de Italia
Acqua e Sapone: 2014
Pescara: 2016
Italservice: 2019, 2021
Argentina
Supercopa de Argentina
Boca Futsal: 2022

#### Competiciones internacionales
UEFA Futsal Cup
Montesilvano: 2010-11

### Selección nacional
Copa Mundial
Colombia 2016
Copa América
Paraguay 2022
Copa Confederaciones
Kuwait 2014